# پرادا
پرادا (به ایتالیایی: Prada) برند تخصصی مُد ایتالیایی برای کالاهای لوکس مردانه و زنانه است. پرادا تولیدکننده عینک، چرم، کفش، چمدان و کیف دستی می‌باشد  که به وسیله ماریو پرادا و برادرش در سال ۱۹۱۳ میلادی تأسیس شده‌است. دفتر مرکزی پرادا در میلان ایتالیا می‌باشد .
دفتر مرکزی پرادا هم‌اکنون در یکی از پایتخت‌های مد جهان، شهر میلان قرار دارد. این برند بیش از ۲۵۰ فروشگاه در سرتاسر جهان دارد. و میوچیا پرادا (Miuccia Prada) در پست ریاست شرکت فعالیت می‌کند.

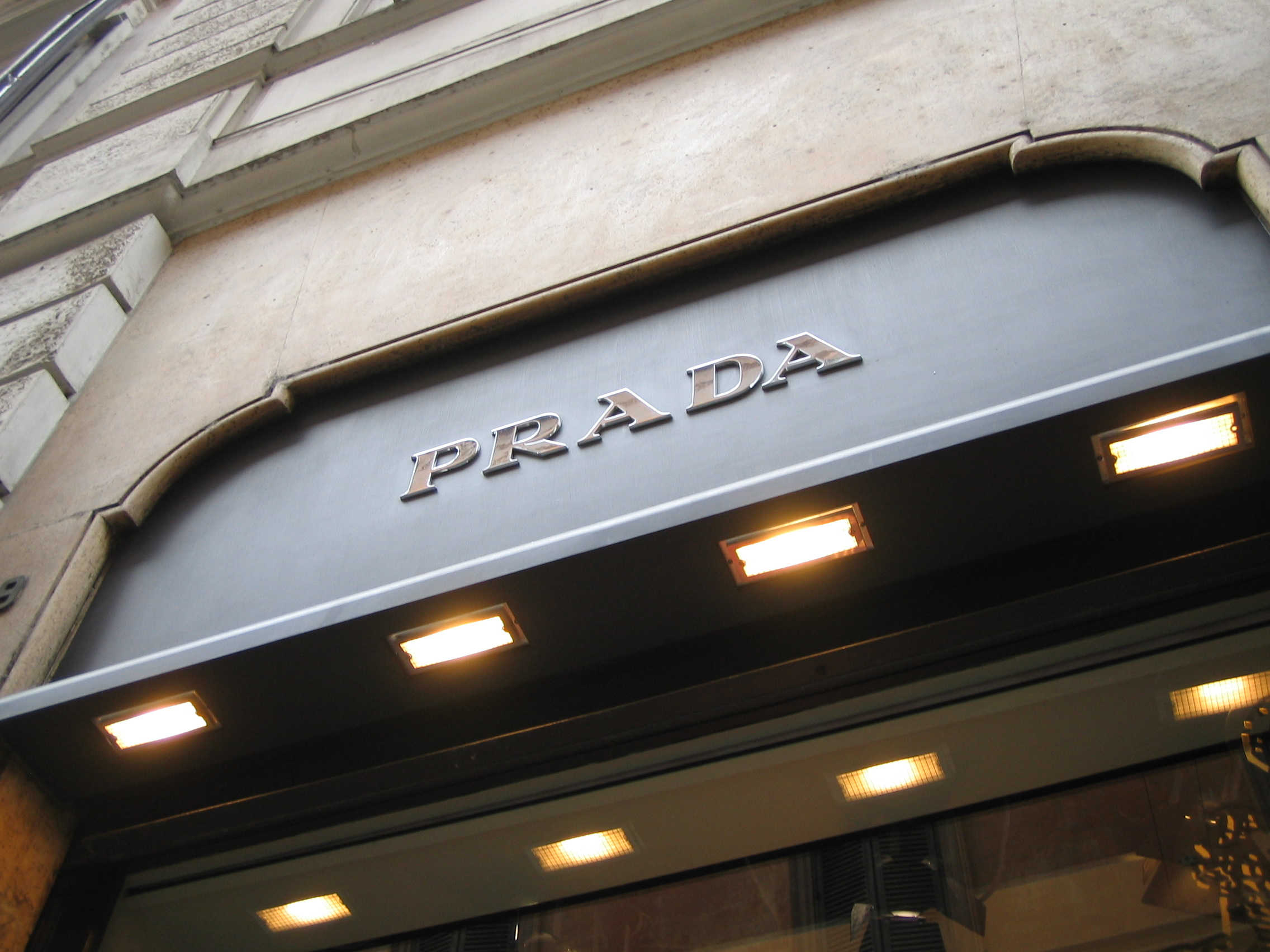
یک بوتیک پرادا در میلان ایتالیا

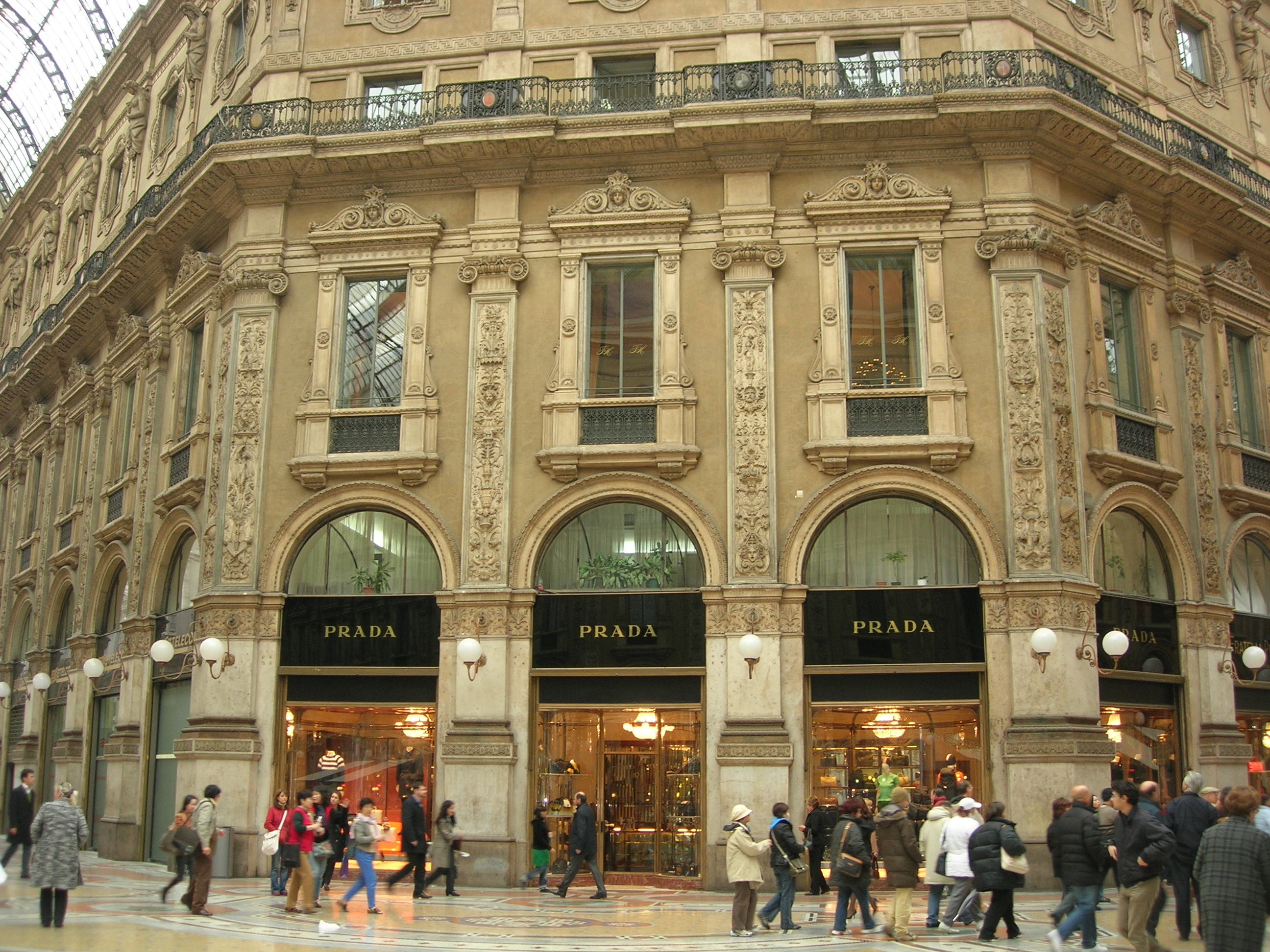
یک فروشگاه پرادا در رم ایتالیا

## بوتیک‌های پرادا

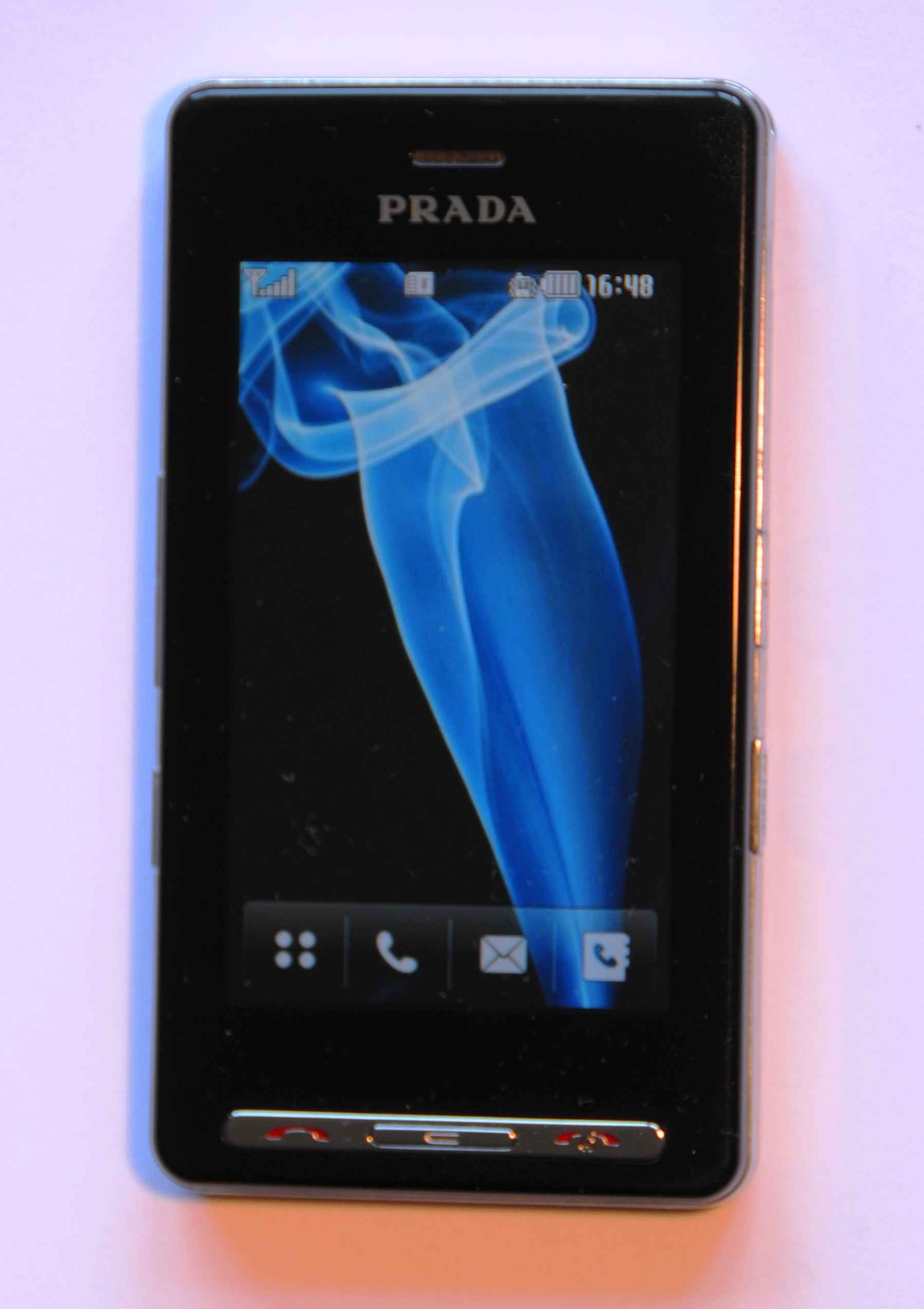
گوشی موبایل ال جی با مارک پرادا

پرادا در شهرهای زیر نمایندگی دارد.
- آمریکای شمالی
  - آتلانتا
  - نیویورک
  - لوس آنجلس
  - شیکاگو
  - سان فرانسیسکو
  - سن دیه گو
  - لاس وگاس

و ...
- اروپا
  - میلان
  - رم
  - فلورانس
  - ونیز
  - پاریس
  - مسکو
  - وین
  - مونیخ
  - آمستردام
  - هارلم
  - مادرید
  - استانبول

و ...
- آسیا و اقیانوسیه
  - توکیو
  - قطر
  - سئول
  - هنگ کنگ
  - سیدنی
  - ملبورن